# Winthrop Rockefeller
Winthrop Rockefeller (New York City, 1. svibnja 1912. – Palm Springs, Kalifornija, 22. veljače 1973.), američki političar i filantrop, član poznate milijarderske obitelji Rockefeller.

## Životopis
Bio je drugi najmlađi od petero sinova Johna D. Rockefellera ml. († 1960.). Godine 1931. upisao je Sveučilište Yale, ali je napustio školovanje 1934. godine, da bi potom radio na naftnim poljima u Texasu za Humble Oil i Refining Company. Godine 1937. vratio se u New York, gdje je radio u Chase National Bank, ali je u siječnju1941. godine napustio posao i prijavio se u vojsku. Za vrijeme Drugog svjetskog rata sudjelovao je u desantima na Guam, Leyte i Okinawu na Tihom ocean. Bio je ranjen u napadu kamikaza na vojni transporter. Vojsku je napustio 1946. godine s činom potpukovnika i vojna odlikovanja (Brončana zvijezda i Purpurno srce).
Poslije Drugog svjetskog rata, radio je u Socony-Vacuum Oil Company, ali je dao otkaz 1951. godine. Godine 1953. napustio je New York i naselio se u Arkansasu, gdje je kupio veliko zemljište i osnovao uglednu i profitabilnu Winrock tvrtku i farme. Godine 1955. guverner Arkansasa Orval Faubus postavio ga je za predsjednika komsije za industrijski razvoj, i tu je dužnost obavljao devet godina.
Godine 1967. postao je republikanski guverner Arkansasa i tu je dužnost obnašao do 1971. godine. Umro je u Palm Springsu 1973. godine. Njegov sin iz prvog braka, Winthrop Rockefeller ml., postao je viceguverner Arkansasa 1996. godine.

## Privatni život
Winthrop se oženio 14. veljače 1948. godine s Barbarom Sears, s kojom je imao sina, Winthropa ml. Razveli su se 1954. godine. Dvije godine kasnije, 11. lipnja 1956. godine, Winthrop je oženio Jeannette Edris, koja je imala kćer i sina iz prethodnog braka. Od nje se razveo 1971. godine.